# Jürgen Serke
Jürgen Serke (9. dubna 1938, Gorzów Wielkopolski – 13. dubna 2024, Großhansdorf) byl německý spisovatel a novinář. Věnoval se dějinám literatury. Měl četné kontakty s českou kulturou a okruhem kolem Václava Havla. V roce 2001 v Česku vyšla pod dvojjazyčným názvem jeho kniha Böhmische Dörfer – Putování opuštěnou literární krajinou, která pak v roce 2002 získala cenu Kniha roku v soutěži Magnesia Litera, v jejím vůbec prvním ročníku. Kniha obsahuje portréty 47 pozapomenutých německy píšících autorů z Česka (autor záměrně vynechal ty nejznámější) a vyšla prvně v Německu roku 1987. V roce 2017 obdržel cenu ministerstva zahraničních věcí České republiky Gratias Agit za šíření dobrého jména Česka v zahraničí.
V roce 1945 byla jeho rodina vyhnána z Polska. Vyrůstal nedaleko Hamburku, později Trevíru. V letech 1961–1969 pracoval v tiskové agentuře United Press International ve Frankfurtu nad Mohanem. Jako její zpravodaj navštívil na konci 60. let i Československo a informoval o událostech Pražského jara a invazi sovětských vojsk. Poté se stal redaktorem časopisu Stern, kde mj. informoval o Chartě 77. Poté pracoval pro švýcarský časopis Die Weltwoche, pro něj v roce 1989 mapoval Sametovou revoluci v Praze. Václav Havel ho tehdy zaměstnal ve své ochrance, aby mohl dění bez potíží a zblízka sledovat. V letech 1990–1992 byl redaktorem deníku Die Welt.
Roku 1977 vydal knihu Die verbrannten Dichter (Spálení spisovatelé) o autorech, jejichž díla nacisté pálili na hranicích. Svému rodnému městu (dnešní Gorzów Wielkopolski, který se v době jeho narození jmenoval Landsberg an der Warthe) věnoval knihu Nach Hause – Eine Heimatkunde (Domů – Vlastivěda). Věnoval knihu i ženským spisovatelkám a spisovatelům z bývalé NDR. Byl editorem básní Selmy Meerbaumové-Eisingerové, která zahynula v sedmnácti letech v koncentračním táboře, a ve vídeňském nakladatelství Zsolnay vedl edici Bücher der Böhmischen Dörfer, kde vydával díla německy píšících autorů z Česka.